# 나가영

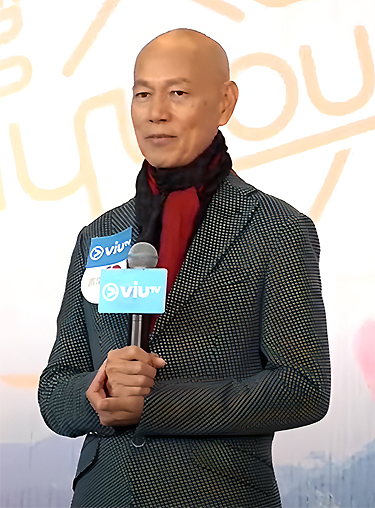

나가영(Law Kar-ying, 1946년 8월 27일 ~ )은 중화민국의 가수, 오페라 가수, 배우, 텔레비전 배우이다.

## 방송
- 노검소광사

## 영화
- 진삼국무쌍 (2021년) - 여백사 역
- 더 그레이트 디텍티브 (2018년)
- 초련일기 (2017년)
- 고스트 하우스 (2016년)
- 편복별장 (2013년)
- 사무차인 (2012년)
- 미스터. 미세스. 겜블러 (2012년)
- 신통불영 (2011년)
- 백사대전 (2011년)
- 용봉점 (2010년)
- 당백호점추향 2 - 사대제자 (2010년)
- 미래경찰 X (2010년)
- 금의위: 14검의 비밀 (2010년) - 가정충 역
- 대내밀탐 009 (2009년)
- 기기협 (2009년)
- 황촌객잔 (2008년)
- 착애 (2007년)
- 최애여인구물광 (2005년)
- 정무가정 (2005년)
- 양개파파일개가 (2004년)
- 소년진 (2004년)
- 대판달일찬 (2004년)
- 묵두선생 (2004년)
- 대료애미려 (2004년)
- 마환주방 (2004년)
- 탈명훈련반 (2003년)
- 아적미려향수 (2003년)
- 용감위 2003 (2003년)
- 화선생사련 (2002년)
- 남인삼십교교진 (2001년)
- 욕망지성 (2001년)
- 이령령이 2002 (2001년)
- 소림축구 (2001년)
- 월양적비밀 (2000년)
- 북협구양춘 (1999년)
- 송조풍월 (1999년)
- 천왕지왕 2000 (1999년)
- 빅 타임 (1999년)
- 당두두추여자 (1998년)
- 실업특공대 (1998년)
- 행운비급 (1998년)
- 천재여백치 (1997년)
- 고혹천당 (1997년)
- 애정 - Amoeba (1997년)
- 초급무적추여자 (1997년)
- 감옥풍운 (1997년)
- 정장난형난제 (1997년)
- 구연기 (1997년)
- 키친 (1997년)
- 산사초 (1997년)
- 특전비호 (1997년)
- 영웅 (1997년)
- 용재소림 (1996년)
- 중국O기지혈성정인 (1996년)
- 백분백암필 (1996년)
- 백분백감각 (1996년)
- 왕각적천궁 2 - 남소의 (1996년)
- 호한영웅 (1996년)
- 도성불패 (1996년)
- 보디가드 (1996년)
- 식신 (1996년)
- 007 북경특급 2 (1996년)
- 색정남녀 (1996년)
- 부귀인간 (1995년)
- 구세신곤 (1995년)
- 십형제 (1995년)
- 구교룡적황언 (1995년)
- 창업완가 (1995년)
- 95 연인 (1995년)
- 모험유희 (1995년)
- 양조위의 류망의생 (1995년)
- 정고왕 (1995년)
- 007 북경특급 (1995년)
- 모험왕 (1995년)
- 금옥만당 (1995년)
- 왕각적천궁 (1995년)
- 자매정심 (1994년)
- 선세미내전 (1994년)
- 주광보기 (1994년)
- 등애적여인 (1994년)
- 향항탈환 (1994년)
- 서유기 2 - 선리기연 (1994년)
- 여인사십 (1994년)
- 서유기 - 월광보합 (1994년)
- 도신 2 (1994년) - 독응 역
- 금지옥엽 (1994년)
- 중안조 (1993년)